# Movimento di liberazione nazionale dell'Armenia
Il movimento di liberazione nazionale dell'Armenia, noto anche con i nomi di movimento rivoluzionario armeno e movimento nazionale armeno fu l'insieme delle attività compiute dal popolo armeno nel corso della storia con lo scopo di costituire uno stato armeno nei territori dell'Armenia storica nella parte orientale dell'Asia Minore ed in Transcaucasia.
Il movimento nazionale armeno prese vita tempo dopo l'analogo movimento nazionale del popolo greco che mirava ad ottenere l'indipendenza della Grecia dall'Impero ottomano, in ogni caso il movimento armeno presentava molti aspetti di quest'ultimo mentre si differenziava da altri movimenti nazionali della regione.